# Даррен Інгленд
Даррен Інгленд (англ. Darren England, 23 грудня 1985, Донкастер) — англійський футбольний арбітр. Арбітр ФІФА з 2022 року.

## Біографія
Народився Даррен 23 грудня 1985 року в Донкастері. В березні 2011 року дебютував як головний тренер на поєдинку турніру дублерів серед команд Прем'єр-ліги між «Сандерлендом» та «Вест Гем Юнайтед».
У 2012 році Інгленд вирішив сконцентруватися на ролі асистента арбітра, і протягом трьох років, до 2015, був лайнсменом у Прем'єр-лізі, а також працював асистентом арбітра на чемпіонаті Європи U-19 2014 року в Угорщині.
З 2015 по 2020 рік Інгленд працював на поєдинках нижчих ліг Англії — зокрема, а в 2017-му був призначений на вирішальний матч плей-оф у Лізі 2 (четвертий за силою дивізіон країни) між «Блекпулом» і «Ексетер Сіті», після чого був переведений до вищої категорії арбітрів.
З 2020 року Інгленд став залучатись до обслуговування матчів англійської Прем'єр-ліги, дебютувавши на поєдинку між «Саутгемптоном» та «Вулверхемптоном» (2:3) і зарекомендував себе як лояльний рефері.
У 2022 році Даррен Інгленд був включений до списків арбітрів ФІФА від Англії. У жовтні 2022 року арбітр вперше відсудив єврокубкову гру, на матчі Ліги конференцій, а в сезоні 2023/24 дебютував як головний арбітр у Лізі чемпіонів, відсудивши поєдинок кваліфікації Ліги конференцій, де зафіксував виїзну перемогу литовського «Жальгіріса» над «Стругою» із Північної Македонії (2:1).
30 вересня 2023 року Інгленд як арбітр VAR працював на матчі Прем'єр-ліги між «Тоттенгем Готспур» і «Ліверпулем», у якому «шпори» перемогли з рахунком 2:1. Луїс Діас забив гол, який був помилково скасований через офсайд лайнсменом, але це рішення не поставили під сумнів ні Інгленд, ні його колеги з VAR. Після матчу PGMOL (орган, відповідальний за суддівство ігор в англійському професійному футболі) випустив заяву, в якій визнав, що була допущена «значна людська помилка» і що «VAR не втрутився». В результаті Інгленд разом з асистентом VAR Деном Куком згодом були відсторонені від наступних матчів Прем'єр-ліги.